# Ökologische Schutzstation Steinhuder Meer

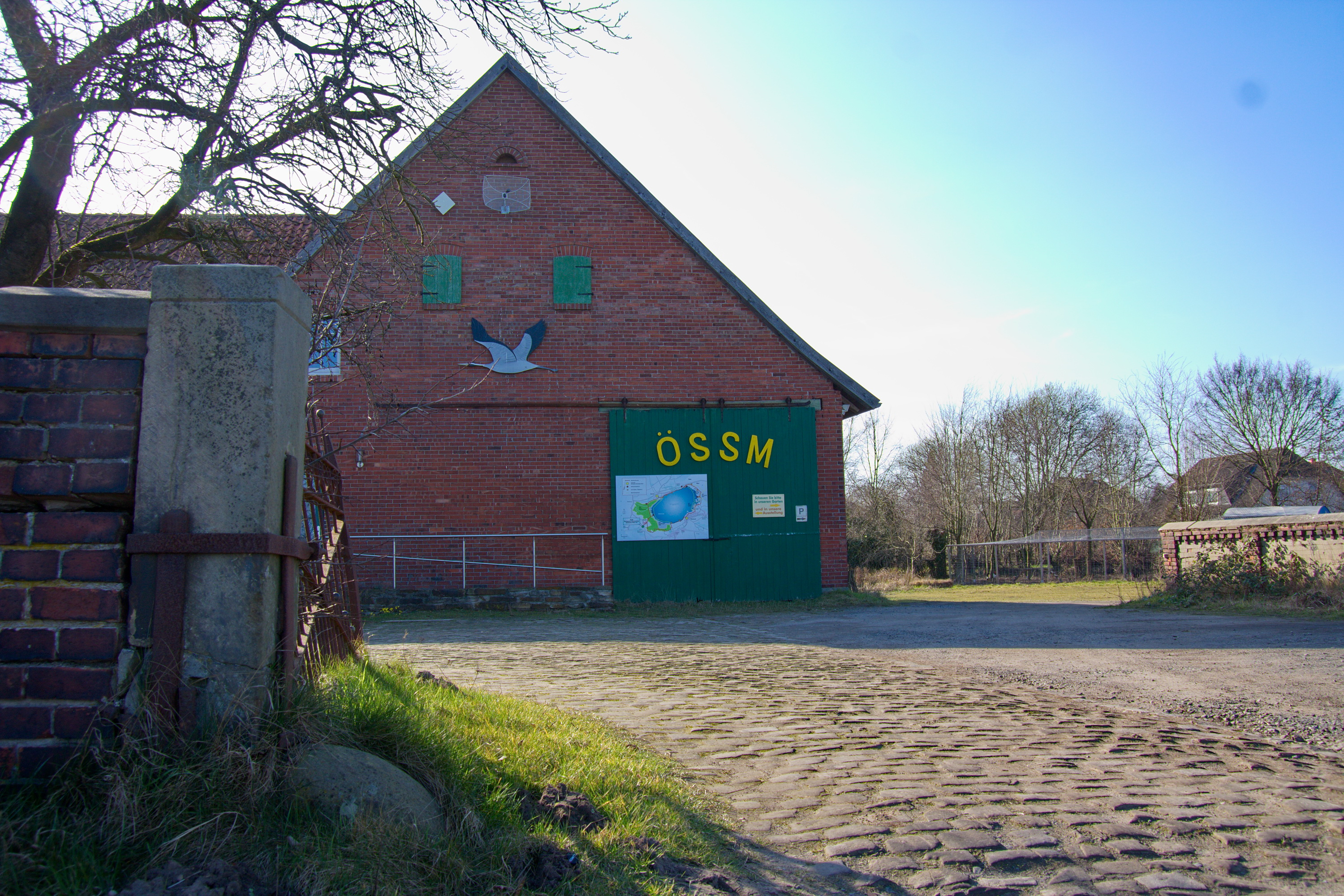
Ökologische Schutzstation Steinhuder Meer e.V. in Winzlar

Die Ökologische Schutzstation Steinhuder Meer (ÖSSM) ist eine regionale Naturschutzorganisation am Steinhuder Meer mit Sitz in Rehburg-Loccum.

## Geschichte
Der Verein wurde 1991 gegründet, um die bis dahin aktiven Naturschützer, die in verschiedenen Naturschutzgruppen organisiert waren (NABU, BUND, Faunistische AG), aus Effizienzgründen zusammenzubringen. 1992 erstand der Verein mit finanzieller Unterstützung des Landes einen Resthof im Rehburg-Loccumer Ortsteil Winzlar, den er nach historischen und ökologischen Gesichtspunkten mit Hilfe vieler ehrenamtlicher Helfer ausbaute und dort Büro- und Ausstellungsräume schuf. 1994 beauftragte das Land Niedersachsen die ÖSSM mit der Schutzgebietsbetreuung rund um das Steinhuder Meer. Seitdem führt der Verein ein Monitoring verschiedener Tier- und Pflanzenarten durch, beobachtet die Entwicklung von Lebensräumen und erstellt fachbezogene Gutachten und Entwicklungspläne. Die Mitarbeiter und ehrenamtliche Helfer führen darüber hinaus zahlreiche Führungen durch, veröffentlichen Fachartikel, Faltblätter und betreuen die Ausstellung im Haus. Seit Herbst 2004 bietet ein ausgebautes, ehemaliges Stallgebäude zusätzlichen Raum für Seminarveranstaltungen und Kinderaktionen. Der ÖSSM ist das Regionale Umweltbildungszentrum (RUZ) Steinhuder Meer angegliedert.
Seit 1991 bündelt die ÖSSM die ehrenamtliche Naturschutzarbeit am Steinhuder Meer und koordiniert Aktivitäten unter anderem mit Hilfe des mehrfach im Jahr tagenden Stationstisches, an dem auch die zuständigen Unteren Naturschutzbehörden (Landkreise Nienburg und Schaumburg sowie die Region Hannover) und Vertreter des Landes Niedersachsen teilnehmen. Die Zusammenarbeit mit Schulen wurde stark ausgebaut mit dem Ziel, die Schüler an die Umwelt des Steinhuder Meeres heranzuführen.
Zur Feier des 20-jährigen ÖSSM-Bestehens im Jahr 2011 dankte z. B. Niedersachsens Umweltminister Hans-Heinrich Sander persönlich dem Verein „für die konstruktive Haltung bei der Neufassung der Steinhuder-Meer-Verordnung“. Auch Regionspräsident Hauke Jagau, der Landrat des Landkreises Schaumburg Jörg Farr und die Bundestagsabgeordneten Katja Keul, Caren Marks und Sebastian Edathy waren persönlich erschienen.
2016 hat die ÖSSM sechs hauptamtliche Mitarbeiter (drei Biologen/-innen, zwei Geografen und eine Landschaftsökologin), zwei Teilnehmerinnen am Bundesfreiwilligendienst und zwei Teilnehmerinnen am Freiwilligen Ökologischen Jahr. Das Betreuungsgebiet hat sich Laufe der Jahre erweitert. Die Station führt heute Naturschutzmaßnahmen zwischen Nienburg im Norden und Rinteln im Süden sowie zwischen der Weser im Westen und der A7 nordöstlich von Hannover durch. Die Mitarbeiter sind spezialisiert auf die Entwicklung und Umsetzung von Artenschutz- und Moorschutzmaßnahmen. Die fachliche Kompetenz des Vereines ist mittlerweile weit über die Naturschutzarbeit am Steinhuder Meer bekannt.
Im September 2016 wurde die neue Ausstellung im Stationsgebäude der ÖSSM veröffentlicht. Sie trägt den Titel „Natur im Blick - eine Ausstellung zur Artenvielfalt am Steinhuder Meer“ und soll Besucher und Interessierte über die Fauna und Flora am Steinhuder Meer informieren. Außerdem wurde die Internetpräsenz der Station vollständig überarbeitet und erhielt ein neues Design.

## Aktivitäten
Die Schutzstation betreut im Auftrag des Landes Niedersachsen die Naturschutzgebiete (NSG) mit einer Größe von 2.500 ha rund ums Steinhuder Meer. Das Steinhuder Meer gehört als FFH-Gebiet auch zum Europäischen Schutzgebietssystem Natura 2000. Neben dem Monitoring seltener Tier- und Pflanzenarten planen die Mitarbeiter lebensraumverbessernde Maßnahmen für gefährdete Tiere, die dann in Kooperation mit unterschiedlichen Behörden und Naturschutzverbänden umgesetzt werden. Z. B. baute die ÖSSM für den Schutz von Amphibien und anderen wassergebundenen Tierarten mittlerweile über 150 Kleingewässer. Die Errichtung von Spezialnisthilfen für Fischadler führte dazu, dass heute rund ein Drittel aller niedersächsischen Fischadler am Steinhuder Meer brüten. Mit Hilfe eines Wiederansiedlungsprojektes für den Laubfrosch konnte die seltene Tierart am Steinhuder Meer ab 2005 wieder heimisch gemacht werden. Heute zählt die dortige Population zu den größten in Niedersachsen. Eines von vielen weiteren erfolgreichen Artenschutzprojekten hatte die Karausche zum Ziel. Die selten gewordene Art lebt heute wieder am Steinhuder Meer, und zwar in vielen Gewässern, die von der ÖSSM geplant und gebaut wurden.
Im Jahr 2010 initiierte die Schutzstation mit Unterstützung des Niedersächsischen Ministeriums für Umwelt und Klimaschutz ein Wiederansiedlungsprojekt für den Europäischen Nerz.
Die Station wurde von dem Landesumweltministerium Niedersachsen darüber hinaus beauftragt, die Bestände der Wildkatze und Fischotter in der Region zu erfassen.
Die Station erstellt darüber hinaus auch Umweltverträglichkeitsstudien, führt Artenschutzrechtliche Prüfungen durch und entwickelt Naturschutzprojekte für Dritte.

## Umweltbildungszentrum Steinhuder Meer
Für die Umweltbildung betreibt die Schutzstation das Regionale Umweltbildungszentrum (RUZ) Steinhuder Meer. Der Schwerpunkt liegt in der Arbeit mit Schulen. Es werden für Schulexkursionen verschiedene Themenbereiche angeboten.
- Lebensraum See
- Lebensraum Moor
- Landwirtschaft und Naturschutz
- Wald und Forstwirtschaft
- Tourismus und Naturschutz
- Lerngarten